# European Community Championship 1994
L'European Community Championship 1994  stato un torneo di tennis giocato sul sintetico indoor. È stata la 13ª edizione dell'European Community Championship, che fa parte della categoria World Series nell'ambito dell'ATP Tour 1994. Il torneo si è giocato ad Anversa in Belgio, dal 7 al 13 novembre 1994.

## Campioni

### Singolare maschile
Pete Sampras ha battuto in finale  Magnus Larsson con il punteggio di 7–6(5), 6–4

### Doppio maschile
Jan Apell /  Jonas Björkman hanno battuto in finale  Hendrik Jan Davids /  Sébastien Lareau con il punteggio di 4–6, 6–1, 6–2